# Фиркс
Фиркс (нем. von Fircks) — курляндский баронский род, которому до 1920 года принадлежала основная часть Рижского взморья.

## Происхождение и история рода
Род баронов фон Фиркс с 1566 года владел имением Нурмгузен и был внесён в матрикул курляндского дворянства 17 октября 1620 года.
Члены этого рода в Высочайших указах, патентах на чины, грамотах на ордена и других официальных документах, начиная с 1809 года, именованы баронами.
Определениями Правительствующего Сената, от 10 июня 1853 года и 28 февраля 1862 года, за курляндской дворянской фамилией фон Фиркс признан баронский титул.

## Известные представители рода
- Фиркс, Александр Александрович (1817—1889) — русский генерал, участник русско-турецкой войны 1877—1878 гг.
- Фиркс, Георг Фридрих (1782—1843) — писатель[1].
- Фиркс, Фёдор Иванович (1812—1872; псевд. Шедо-Ферроти) — публицист.

## Описание герба
В серебряном поле пониженный шахматный серебряно-красный пояс (7+2), сопровождаемый вверху одноглавым чёрным орлом с распростёртыми крыльями.
Щит увенчан дворянским некоронованным шлемом. Нашлемник — два чёрных орлиных крыла, обременённых серебряно красным шахматным поясом. Намёт чёрный с серебром.